# Camino de la Lengua Castellana

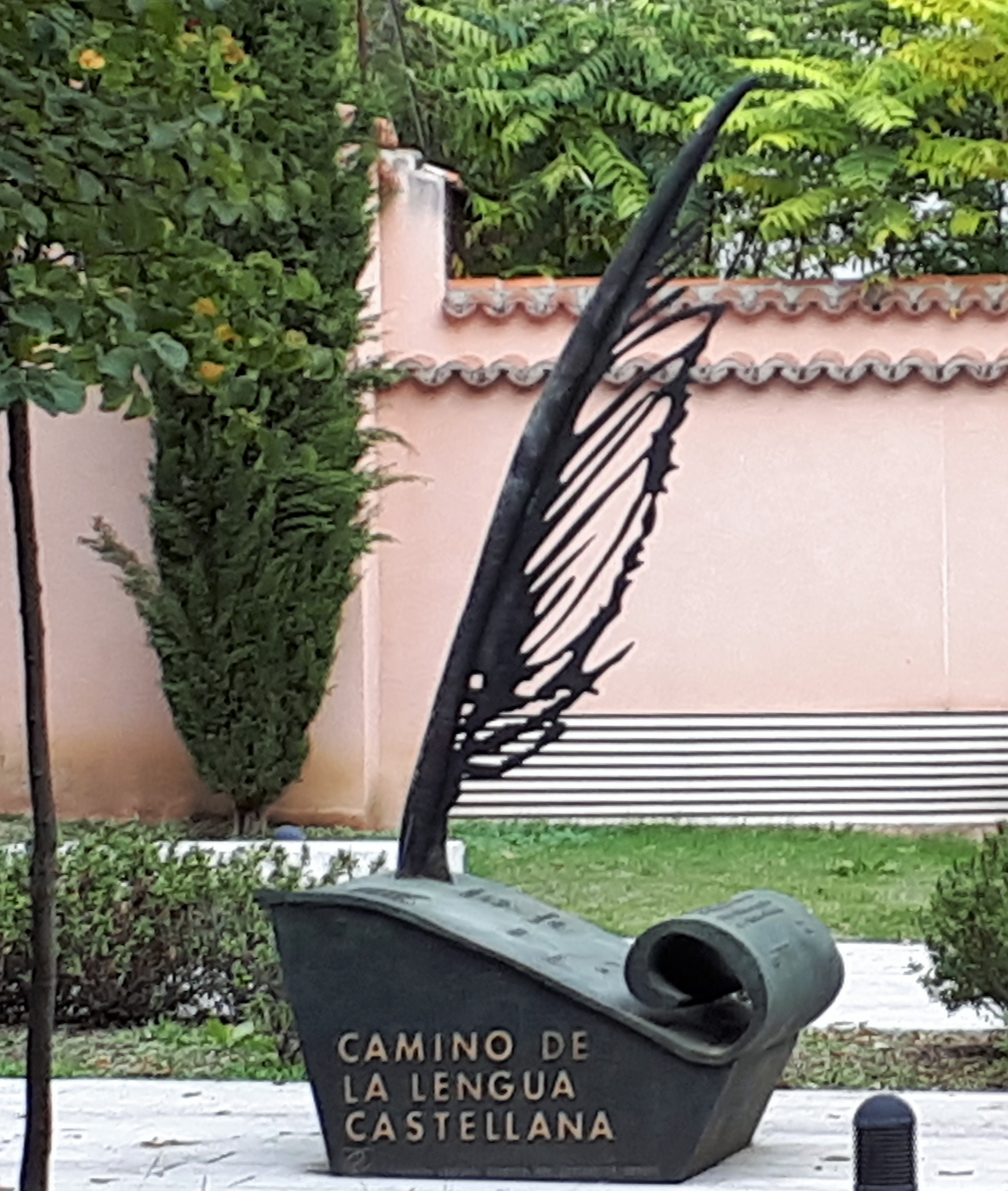

De Camino de la Lengua Castellana is een toeristische autoroute in Spanje. De route verbindt verschillende plaatsen die te maken hebben met het Spaans (Castiliaans) en loopt langs San Millán de la Cogolla (Kloosters van San Millán Yuso en Suso), Santo Domingo de Silos (Abdij van Santo Domingo de Silos), Ávila, Salamanca en Alcalá de Henares. De route ontstond in 1998 op initiatief van La Rioja; in 2000 werd de stichting Fundación Camino de la Lengua Castellana opgericht ter promotie van de route. Op elke plek langs de route werd een monument opgericht: een bronzen beeld van een inktpot met pluim. In 2002 werd de route erkend door de Raad van Europa als Europese Culturele Route.